# Pieter-Hendrik Spillemaeckers
Pieter-Hendrik Spillemaeckers, né le 18 février 1871 à Boom et décédé au même endroit le 2 janvier 1932 est un homme politique belge socialiste.
Spillemaeckers est tailleur de diamants et coupeur de tabac.
Il est élu sénateur de l'arrondissement d'Anvers en 1919, mais son élection est invalidée en 1920. Il est élu conseiller communal de Boom (1921-1932) et échevin (1927-32); sénateur provincial (1921-25), puis de l'arrondissement d'Anvers (1925-1932).

## Sources
- Bio sur ODIS